# Xesús Fraga
Xesús Fraga (Londres, 28 de febrero de 1971) es periodista y escritor español. Estudió Periodismo en la Universidad de Salamanca y es redactor del diario La Voz de Galicia. Trabaja en prensa desde 1996.

## Reseña biográfica
Xesús Antón Fraga Sánchez nació el 28 de febrero de 1971 en Londres (Reino Unido). En lengua gallega ha escrito en distintos géneros narrativos. Publicó el conjunto de relatos A-Z, la novela Solimán y la narración juvenil Reo. 
A-Z trata sobre inmigrantes gallegos en la ciudad de Londres. Fue incluida en el volumen de estudios Writing Galicia into the World: New Cartographies, New Poetics, de Kirsty Hooper (2011), donde se analiza como parte de una segunda generación de escritores gallegos ("The Second Generation: Disappearing from the Map? Xesús Fraga, Xelís de Toro, Almudena Solana").
Ha traducido al gallego y al castellano libros de, entre otros autores, Julian Barnes, Vladimir Nabokov, Jack Kerouac, Anne Fine, Roald Dahl, Edith Nesbit, Sylvia Plath y Robert Macfarlane. En Conversations with Julian Barnes, editado por Vanessa Guignery y Ryan Roberts, se incluye su entrevista a Barnes.
En 2021 recibió el Premio Nacional de Narrativa por Virtudes (e misterios).

## Obra en gallego
Narrativa
- Tute para catro (2000). Xerais. ISBN 978-84-8302-587-1.
- A-Z (2003). Xerais. ISBN 9788497820080
- Solimán (2004). Xerais. ISBN 978-84-9782-139-1.
- Virtudes (e misterios) (2020). Galaxia. ISBN 978-84-9151-448-0.— Virtudes (y misterios) (Xórdica, 2020)

Literatura infantil-juvenil
- Reo (2012). Galaxia. Costa Oeste. ISBN 978-84-9865-542-1.
- O elefante branco (2013). Tambre. ISBN 978-8490460313.

Traduciones
- Arthur & George (2006), de Julian Barnes. Rinoceronte.
- Lolita (2008), de Vladimir Nabokov. Faktoría K de Libros.
- O sentido dun final (2012), de Julian Barnes. Rinoceronte.
- Un monstro vén a verme (2016), de Patrick Ness. Faktoría K de Libros.

## Obra en castellano
Narrativa
- Virtudes (y misterios) (2021). Xordica. ISBN 978-84-16461-35-6.

No ficción
- 50 recetas con moras y otros frutos silvestres (2011). Alvarellos. ISBN 978-84-89323-75-9.

Literatura infantil-juvenil
- Reo (2016). Algar, col. Algar joven. ISBN 978-84-9845-812-1

## Premios
- Premio Rubia Barcia-Cidade de Ferrol (2003), por Solimán.
- Premio Raíña Lupa de Literatura Infantil e Xuvenil da Deputación da Coruña (2013), por Reo.
- Premio Frei Martín Sarmiento de 1º e 2º da ESO en 2014, por O elefante branco.
- Premio Fervenzas Literarias ao mellor libro de literatura xuvenil de 2014, por Reo.
- Premio Blanco Amor de novela 2019 por Virtudes (e misterios)
- Premio Nacional de Narrativa 2021 por Virtudes (e misterios).